# HMS Vindex (D15)
Pour les autres navires du même nom, voir HMS Vindex.
Pour les articles homonymes, voir D15.
Le HMS Vindex est un porte-avions d'escorte de classe Nairana converti à partir d'un cargo, en service dans la Royal Navy à partir de 1943. Il participe à de nombreuses escortes de convois, et coule plusieurs U-Boote durant la Seconde Guerre mondiale avant d'être retourné à son propriétaire initial en 1947, puis envoyé à la casse en 1971.

## Histoire

### Conception
Le Vindex fait partie, avec les Nairana et Campania, d'un ensemble de trois cargos achevés comme porte-avions d'escorte. Regroupés sous le nom de classe Nairana, ils seront achevés entre fin 1942 et début 1944.
Le Vindex est mis sur cale le 1er juillet 1942 en tant que navire frigorifique, et achevé fin 1943 en porte-avions d'escorte. Équipé d'un hangar, il n'a pas de catapulte, et emporte un groupe aérien de vingt avions. Celui-ci est composé de Swordish et de Sea Hurricane, ces derniers étant remplacés par des F4F Wildcat en octobre 1944.

### Service
Le Vindex rejoint le 2d Escort Group (en) en mars 1944. Il le quitte le mois suivant pour opérer avec le 5th Escort Group (en), escortant des convois vers l'URSS à partir d'août. Les porte-avions britanniques sont ainsi préférés car leur coque rivetée résiste mieux aux basses températures des eaux arctiques que les coques soudées des navires américains. Durant ces escortes, les avions du Vindex coulent le U-344 en mer de Barents le 22 août 1944, et participent à la destruction de trois autres, le U-653 le 15 mars, le U-765 le 6 mai en Atlantique Nord et le U-394, le 2 septembre en mer de Norvège.

### Fin
Fin mai 1945, le Vindex sert de navire de transport d'avions, afin de compléter les groupes aériens des porte-avions opérationnels. Après avoir rallié l'Australie en août 1945, il est repris par son propriétaire initial en octobre 1947 et rebaptisé Port Vindex. Transformé en cargo rapide, il reste en service jusqu'en 1971.